# Гамбит Маршалла
Гамби́т Ма́ршалла — шахматный дебют, разновидность отказанного ферзевого гамбита. Начинается ходами: 
 1. d2-d4 d7-d5 
 2. c2-c4 e7-e6 
 3. Кb1-c3 c7-c5 
 4. c4:d5 e6:d5 
 5. e2-e4.
Дебют назван по имени американского шахматиста Фрэнка Маршалла, впервые применившего данное продолжение ферзевого гамбита в 1904 году на турнире в Монте-Карло против Карла Шлехтера.
Основная идея состоит в том, что борьба продолжится путём 5. …d5:e4 6. d4-d5, после чего белые за пожертвованную пешку получат перевес в пространстве и возможности для развития атаки. Современная теория расценивает Гамбит Маршалла как обоюдоострый дебют, позволяющий чёрным при точной защите получить удовлетворительную игру.
В современной турнирной практике данное начало встречается редко.

## Варианты

### Продолжение 5. …d5:e4 6. d4-d5
Наиболее распространённое продолжение, ведущее к варианту с множеством разветвлений.
- 6. …Кg8-f6 7. Сc1-g5 Сf8-e7 8. Сf1-b5+
  - 8. …Сc8-d7 (либо 8. …Кb8-d7) 9. d5-d6!
  - 8. …Кf6-d7 9. Cg5-f4!
  - 8. …Крe8-f8[1] — чёрные добровольно отказываются от рокировки, однако избегают острых вариантов и при точной игре достигают равенства.
- 6. …f7-f5 — чёрные стремятся удержать материальный перевес. Далее возможно 7. Сc1-f4 Сf8-d6
  - 8. Кg1-h3 a7-a6 9. f2-f3 Кg8-f6 10. f3:e4 f5:e4[2] — с преимуществом у чёрных.
  - 8. Сf1-b5+! — ведёт к обострению игры, так как чёрные лишаются рокировки. Далее, как правило, следует 8. …Крe8-f7 9. Кg1-h3
    - 9. …a7-a6 10. Кh3-g5+ Крf7-g6 11. Сf4:d6
      - 11. …Фd8:g5 12. Сb5-e8+!
      - 11. …a6:b5 12. Сd6:b8 Лa8:b8 13. h2-h4 — с атакой у белых.
      - 11. …Фd8-d6 12. Сb5-e8+! Крg6:g5 13. Фd1-h5+! — с сильной атакой у белых.

    - 9. …Кg8-f6
      - 10. Сb5-c4 a7-a6 11. a2-a4 Лh8-e8 12. Фd1-d2 Фd8-e7 — с равными возможностями.
      - 10. Кh3-g5+ Крf7-g6 11. Фd1-d2 Сd6:f4 12. Фd2:f4 Кf6-h5 13. Фf4-e5 Фd8:g5 14. h2-h4 Фg5-f6? (правильно 14. …Фg5-f4) 15. Сb5-e8+ Крg6-h6 16. g2-g4!
        - 16. …Фf6:g5 17. g4-g5×
        - 16. …f5:g4 17. Фe5:h5×
        - 16. …Лh8:e8 17. g4-g5+ Крh6-g6 18. Фe5:e8+ Фf6-f7 19. Фe8:c8[3] — у белых выигрышная позиция.

### Менее популярные продолжения
- 5. …Кg8-f6
- 5. …Кb8-c6

## Примерная партия
- Герстнер — Кониг, Мюнхен, 1992[4]

1. d2-d4 d7-d5 2. c2-c4 e7-e6 3. Кb1-c3 c7-c5 4. c4:d5 e6:d5 5. e2-e4 d5:e4 6. d4-d5 f7-f5 7. Сc1-f4 Сf8-d6 8. Кg1-h3 Кg8-f6 9. Фd1-a4+ Крe8-f7 10. 0—0—0 b7-b6 11. Сf4:d6 Фd8:d6 12. Кc3-b5 Фd6-e5 13. d5-d6 Кb8-d7 14. Кb5-c7 Лa8-b8 15. f2-f4 e4:f3 16. Сf1-c4+ Крf7-g6 17. Лh1-e1 Фe5:h2 18. Сc4-f7+ Крg6:f7 19. Лe1-e7 Крf7-g7 20. Фa4-h4 1-0